# Peltoperlopsis mindanensis
Peltoperlopsis mindanensis is een steenvlieg uit de familie Peltoperlidae. De wetenschappelijke naam van de soort is voor het eerst geldig gepubliceerd in 1924 door Banks.